# Колядов, Владимир Сергеевич
Владимир Сергеевич Колядов (25 апреля 1926, Осташёво —  9 января 1942, с. Осташево Волоколамского района) — несовершеннолетний партизан Великой Отечественной войны. Награждён орденом Боевого Красного Знамени (посмертно). Причислен к пионерам-героям.

## Биография
Володя Колядов проживал в деревне Дьяково. В 1932 году пошёл в школу. В 1937 году семья переехала в подмосковное село Осташёво. В 1940 году после тяжёлой болезни умер отец, и Володя остался за старшего.
Когда началась Великая Отечественная война, он попросил, чтобы его зачислили в Осташевский добровольческий батальон, так пятнадцатилетний Володя Колядов стал бойцом истребительного батальона.
Когда враг подошёл к Москве, добровольческий батальон Осташёвского района Московской области превратился в партизанский отряд, командиром которого был Василий Федорович Праскунин. Володя стал в нём настоящим бойцом. Сражался вместе со своим школьным другом Анатолием Шумовым.
В задачу юных партизан входили главным образом добыча сведений о численности врага в конкретных местах, о продвижении немецких войск по проселочным дорогам, а также распространение среди местных жителей агитационных листовок, печатавшихся на эвакуированной в партизанский лес типографии. Он также взрывал вражеские танки, машины с горючим, был смелым разведчиком.
Когда Красная Армия подошла к Осташевскому району и стала готовиться к дальнейшему наступлению, потребовалось выявить огневые точки на переднем крае противника. В разведку выдвинуласть группа из семи разведчиков, проводниками для неё были И. И. Синцов и Володя. Однако позиции немцев усиленно охранялись, и провести разведку не удалось. Командир группы лейтенант Осимов принял решение отходить и провести на следующий день разведку боем. Володя не мог смириться с задержкой, и, отстав от группы, выпустил красную ракету с криком «Ура!», имитируя ночную атаку. Крик подхватили остальные бойцы группы, и испуганные немцы открыли огонь, что позволило разведчикам нанести на карту ожившие огневые точки. В ходе немецкого обстрела Володя был ранен разрывной пулей. Несмотря на то, что товарищи доставили его в госпиталь, к утру он скончался.
Владимир Колядов погиб всего через несколько дней после смерти своего друга Анатолия Шумова.

## Семья
- Отец: Сергей Павлович Колядов[1]
- Мать: Ефросинья Фёдоровна Колядова[1]
- Сестра: Екатерина Сергевна Колядова[1]
- Сестра: Зоя Сергевна Колядова[2]

## Награды
- Орден Красного Знамени (посмертно)[3]

## Память
- Осташёвская средняя школа носит имя Толи Шумова и Володи Колядова.
- Имена Анатолия Шумова, Владимира Колядова и Александры Вороновой были вписаны в Книгу почёта московской областной пионерской организации имени В. И. Ленина. При этом следует отметить, что все трое уже были комсомольцами.
- В 1972 году в Осташёве, на центральной площади посёлка, был открыт памятник погибшим комсомольцам. Авторы скульптурной композиции — отец и сын В. В. и Д. В. Калинины.